# Spiesia chiliophylla
Spiesia chiliophylla là một loài thực vật có hoa trong họ Đậu. Loài này được (Royle ex Benth.) Kuntze miêu tả khoa học đầu tiên năm 1891.